# Май Андрій Володимирович
Андрій Володимирович Май — український театральний режисер, актор, педагог, куратор фестивалів «Лютий», «Тиждень актуальної п'єси», «Документ». Один з засновників течії «української нової драми». У своїй творчості звертається до документальної драматургії, політичного та сайт-специфік театру. Першим в Україні створив вистави в цих напрямках. 2011 — документальна вистава «Місто на Ч» у Черкаському обласному академічному театрі їм. Т.Шевченка, 2012 — вистава у сайт-специфік форматі «комА» у Київському академічному Молодому театрі, 2014 — політична документальна вистава «Щоденники Майдану» у Національному академічному драматичному театрі їм. І.Франка.

## Життєпис
Народився 14 червня 1976 року в Херсоні. У 1999 році закінчив Херсонське училище культури; в 2008 р став випускником Київського Національного університету театру, кіно і телебачення ім. І. К. Карпенка-Карого (майстерня В. Н. Судьїна); З 2008 керівник Центу їм. Вс. Мейерхольда. В 2011 році закінчив магістратуру Школи-студії МХАТ ім. В. І. Немировича-Данченка (майстерня В. В. Фокіна). У 2018 році став членом Академії мистецтв Solitude (Штутгарт). За ініціативи Андрія Май в 2008 р в Херсоні був створений Центр ім. Всеволода Мейерхольда. У 2009 р режисер заснував театральний фестиваль «Лютий/Февраль». З 2011 р Андрій Май є постійним куратором драматургічного фестивалю Тиждень актуальної п'єси. У 2013—2016 роках працював помічником художнього керівника, куратором спеціальних проектів в Київському Національному академічному драматичному театрі ім. І. Франка. У 2014 році брав участь в діяльності міжнародного симпозіуму театральних діячів Theatertreffen (Берлін), програмі «Щоденники Майдану» у театрі Royal Court (Лондон). 3 2017 року співпрацює з німецькими державними (Staatstheater Stuttgart) та недержавними SF Kolhner Ensemble театрами та фестивалями. З 2019 — голова ГО "Центр «ТЕКСТ». Вистави режисера брали участь у Національному театральному фестивалі «Золотая Маска» /Москва/, Festival in Maxim Gorki Theater /Берлін/, Lessingtage, Thalia Theater /Гамбург/, Die Besten aus dem Osten, Volkstheater /Відень/, Eurokontext.sk in National Slovak Theater /Братислава/, Monodrama /Бітола, Македонія/, The Future of Europe (Штутгарт), New Europe (Кельн), ін.
Акторські работи були представлені в виставах Національного академічного драматичного театру ім. І.Франка. Зіграв В.Сосюру в ігровому повнометражному фільмі «Будинок Слово».
Вдівець. 2008—2019 роках був одружений з акторкою театру і кіно Мариною Май (до шлюбу Кукліна). Виховує сина.
- 2024 — «Будинок „Слово“: Нескінчений роман»  — Володимир Сосюра (письменник, ранній був в складі УНР, чоловік Марії Сосюри)

## Вистави
- 2002 «А чи є жінки?», Н. Блок /в рамках фестивалю «TERRA ФУТУРА»/
- 2003 «Око», М. Курочкін /Херсонський обласний палац культури/
- 2006 «Фрекен Жюлі», А. Стріндберг (Київська академічна майстерня театрального мистецтва «Сузір'я»)
- 2007 «Мина Мазайло», М.Куліш (Херсонський обласний академічний музично-драматичний театр ім. М. Куліша)
- 2008 року «Лізикава», В. Кожелянко, В. Сердюк /Київська академічна майстерня театрального мистецтва «Сузір'я»/
- 2008 року «Молодість і старість», документальна п'єса
- 2008 «Пісочниця» Ю. Муравіцкій, Центр ім. Вс. Мейерхольда /Херсон/
- 2008 «Я –хочу!» документальная драма (прем єра в Києві), Центр ім. Вс. Мейерхольда /Херсон/, спільний проект з представництвом ООН в Україні
- 2009 «Відьма» вербатім, Центр ім. Вс. Мейерхольда, прем єра на фестивалі «Трипільське коло»
- 2009 «Мертві души. Том 1.Глава 3.Сцени з життя» за М. В. Гоголем, Центр ім. Вс. Мейерхольда /Москва/
- 2010 «Гойдалки»  документальна драма, Центр ім. Вс. Мейерхольда /Херсон/
- 2010 «Метро.doc» вербатім Саши Денісової, театр DOC /Москва/
- 2010 «Домино на їдиш» вербатим, Центр ім. Вс. Мейерхольда /Херсон/, прем'єра в м. Шаргород
- 2010 «Трамвай на Крошню» документальна драма, Житомирський обласний музично-драматичний театр ім. І. Кочерги
- 2011 «Я пам'ятаю, як Ленін помер» документальна драма, Центр ім. Вс. Мейерхольда /Херсон/
- 2011 « Я — москвичка!» вербатім, Центр ім. Вс. Мейерхольда  /Херсон-Москва/
- 2011 «Шоша» И.-Б. Зінгер, Центр ім. Вс. Мейерхольда /Херсон/
- 2011 «Місто на Ч.» вербатім, Черкаський обласний академічний театр ім. Т. Шевченко
- 2011 «Шмарун» вербатім, Арт-Центр /Одеса/
- 2012 «Вбити пі»  Є. Марковський, Центр ТЕКСТ /Київ/
- 2012 «Дощ в Нойкьольні» П. Бродовскі, Черкаський обласний академічний театр ім. Т. Шевченко
- 2012 «КомА»[4], Ф. Шмідта і Г. Штаудахера (Київський академічний Молодий театр)
- 2013 «комА» Г. Штаудахер, Ф.Шмідт, Центр ім. Вс. Мейерхольда /Херсон/
- 2013 «лЕдЕнЕц» О. Савченко, Д.Гуменний, Т.Киценко, режисери О.Шумейко-Роман, Т. Трунова, А. Май. Сайт-специфік вистава в ТРК «Більшовик»
- 2013 «Київський торт», документальна п'єса (Музей історії Києва)
- 2013 «Хазяїн кав'ярні» П. Пряжко, МАЙTHEATRE  /Київ/
- 2013 «Квітка Будяк» Н.Ворожбит, режисер-асистент, Національний академічний драматичний театр ім. І. Франка
- 2014 /прем'єра 10 лютого/ «Мій Мейерхольд» вербатім, Центр ім. Вс. Мейерхольда /Москва/
- 2014 /прем'єра 6 березня/ «Така її доля» Т. Шевченко, режисер, Національний академічний драматичний театр ім. І. Франка
- 2014 /прем'єра 20 жовтня/«Кордони і відстані» мультимедійна вистава, спільний проект фестивалю Документ, Rimini Protokoll (Берлін), Театра POST /Санкт-Петербург/
- 2014 /прем'єра 17 листопада/ «Щоденник Майдану», Н. Ворожбит, Національний  драматичний театр Литви / Вільнюс/
- 2014 /прем'єра 4 грудня/ «Щоденник Майдану», Н. Ворожбит, сценічна редакція Андрій Май, Національний академічний драматичний театр ім. І. Франка
- 2014 /прем'єра 7 грудня/ «Щоденник Майдану», Н. Ворожбит, сценічна редакція Андрій Май, лекція-перфоманс, Gorki Theater |Берлін/
- 2015 /прем"єра 9 лютого/ Скамейка запасных, А. Май, свідоцький документальний проект юних футболістів, Центр ім. Вс. Мейерхольда /Херсон/
- 2015 /прем'єра 23 березня, Театр ДОК, Москва/ ато: інтерв'ю військового психолога, Е.Рзаєв, А. Май, Центр ім. Вс. Мейерхольда /Херсон/
- 2015 /прем'єра 10 квітня/ Дівка. Украинская love story. В. Маковій, художній керівник постановки, Національний академічний драматичний театр ім. І. Франка
- 2015 /прем'єра 25 грудня/ Мама сказала «ні». Д. Гуменний, Національний академічний драматичний театр ім. І. Франка
- 2016 /прем'єра 14 лютого/ ЛЮБОВЬ/СЕКС. документальна вистава, Е. Рзаєв, А. Май, maytheater /Київ/
- 2016 /прем'єра 14 червня/ Байки Сєвєра. документальне кіно-кабаре шоу, О. Доричевський, Е. Рзаєв, О. Шумейко-Роман, Х. Хоменко, Vladopera / Stuttgart/, Луганський обласний український академічний музично-драматичний театр / м. Сєвєродонецьк/
- 2016 /11 листопада/ Танцуй. Е. Рзаєв, Тиждень актуальної п'єси, фестиваль, ЦСМ ДАХ
- 2016 /прем'єра 27 грудня/ Таїна буття. Т. Іващенко, сценічна редакція А. Май, Національний академічний драматичний театр ім. І. Франка
- 2017 /прем'єра 8 лютого/ Антівистава Процес перефарбування. О. Доричевський, А. Май, Центр ім. Вс. Мейерхольда /Херсон
- 2017 /прем'єра 8 лютого/ Антівистава Дістало. О. Доричевський, Є. Відіщева, А. Май, Центр ім. Вс. Мейерхольда /Херсон/
- 2017 / 30 червня / Як зробити правильно? Н. Існюк, Д. Шадський, Class-Akt Схід-Захід, Національна музична академія ім. П. І. Чайковського / Київ/
- 2017 / 30 червня / Пліткарка. І. Колодько, В. Цуман, Class-Akt Схід-Захід, Національна музична академія ім. П. І. Чайковського / Київ/
- 2017 /прем'єра 17 травня/ День за днем, день за днём, день за днем. О. Астасьєва, Н. Блок, В. Гавура, О. Зирянов, Є. Марковський, Херсонський обласний академічний музично-драматичний театр ім. М. Куліша
- 2017 /прем'єра 14 червня/ Нічого особистого. А. Май, Галерея ЦЕХ / Київ/, Центр ім. Вс. Мейерхольда /Херсон/
- 2017 /прем'єра 3 жовтня/ Викрадення Європи. О. Доричевський, Національний академічний драматичний театр ім. І. Франка
- 2018 /прем'єра 31 березня/ Невистава. Дякую! Хто я? документальна вистава, Благодійна міжнародна організація «Діти надії» /Київ/
- 2018 / прем'єра 17 травня /Херсон/, 7 червня /Штутгарт/ ХЕРСОН 1918/2018. М. Курочкін, Schauspielhaus Staatstheater Stuttgart, Херсонський обласний академічний музично-драматичний театр ім. М. Куліша
- 2018 / 3 липня/ Сміливий вчинок? А. Шеховцова, В. Тромпак, Class-Akt Схід-Захід, Національна музична академія ім. П. І. Чайковського /Київ/
- 2018 / 7 липня/ Гамлет. В. Шекспір, Ю. Андрухович, Osten-Saken Off Stage фестиваль
- 2018 / 3 листопада/ Щоденник. П. Пушкіна, 9 Міжнародний драматургічний освітній фестиваль Тиждень актуальної п'єси
- 2018 / 10 листопада/ O: VOID. А. Сумароков, 9 Міжнародний драматургічний освітній фестиваль Тиждень актуальної п'єси
- 2019 /22 квітня/ Welcome to. Н.Блок, А. Май, Май Буш театр /Київ/
- 2019 /3 жовтня/ The Future of Europe, Vidlik project за підтримки Українського культурного фонду
- 2020 /2 лютого/ Департамент щастя, Центр ім. Вс. Мейерхольда
- 2020 /14 травня/ The Future of Europe, SF Kolhner Ensemble & Sommer Blud Theater Festival